# Pedro Cornel I
Pero Cornel I es un caballero legendario representativo del linaje de los Cornel que, siempre según la leyenda, fue uno de los nobles sublevados que fueron decapitados por el rey Ramiro II de Aragón en la Campana de Huesca.